# Большой Кряж
Большой Кряж — деревня в Ленском районе Архангельской области. Входит в состав Сафроновского сельского поселения.

## География
Находится в юго-восточной части Архангельской области на расстоянии приблизительно 13 км на юго-запад по прямой от административного центра района — села Яренск.

## История
В 1859 году здесь (в то время — деревня Яренского уезда Вологодской губернии) было учтено 26 дворов.
К началу XX века входила в Иртовское селение.

## Население
Согласно переписи: 158 человек (1859 год), 13 (русские 100 %) в 2002 году, 21 в 2010 году.